# 네덜란드령 케이프 식민지
네덜란드 케이프 식민지(네덜란드어: Nederlandse Kaapkolonie), 공식적으로 희망봉 경유소(네덜란드어: Tussenstation Kaap de Goede Hoop)로 알려져 있으며, 남아프리카에 위치한 네덜란드 동인도 회사(VOC)와 바타비아 공화국의 식민지였다. 그 이름이 유래된 희망봉을 중심으로, 1652년 얀 반 리베크가 이끄는 VOC 탐험대에 의해 아시아와 교역하는 VOC 선박의 보급 및 레이오버 항구 역할을 하기 위해 설립되었다. 케이프는 1652년부터 1795년까지 VOC의 통치를 받았고 1803년부터 1806년까지 바타비아의 통치를 받았다. 주로 아시아 무역에서 이윤을 창출하는 데 주력했던 VOC 주주들의 실망에도 불구하고, 케이프 식민지는 설립 후 수년 동안 빠르게 정착민 식민지로 확장되었다.
무역 거점 역할을 하는 VOC의 유일한 영구 정착지로서, 이곳은 회사 직원들의 이상적인 은퇴 장소임이 입증되었다. 회사에서 수년간 근무한 후, 직원은 케이프 식민지에서 자유 시민으로 토지를 임대할 수 있었고, 그곳에서 VOC에 고정 가격으로 팔아야 하는 작물을 재배해야 했다. 이 농장들은 노동 집약적이었기 때문에 자유 시민들은 마다가스카르, 모잠비크 및 아시아(주로 네덜란드령 동인도와 네덜란드 실론)에서 노예를 수입하여 주민 수가 급증했다. 프랑스 국왕 루이 14세가 1685년 10월 퐁텐블로 칙령을 발표(1598년 낭트 칙령을 철회)하여 프랑스 위그노들이 국가의 박해 없이 개신교 예배를 드릴 권리에 대한 보호를 종료하면서, 케이프 식민지는 일부 위그노 정착민들을 끌어들였고, 이들은 결국 일반 네덜란드 인구와 섞였다.
회사의 권위주의적 통치(농민들에게 어떤 작물을 어떤 가격에 재배할지 지시하고, 이민을 통제하며, 무역을 독점하는 등)로 인해 일부 농민들은 내륙으로 더 이동하여 회사의 통치를 벗어나려 했다. 회사는 이러한 이주자들을 통제하기 위해 1745년 스웰렌담에, 1786년 그라프 레이네트에 치안관을 설치하고 감투스강을 케이프의 동부 경계로 선포했지만, 얼마 지나지 않아 트렉부르인들이 이 강을 건너는 것을 보게 되었다. 떠오르는 코사족 아래 점점 더 조직화되는 케이프 원주민 목축업자들을 막기 위해, VOC는 1780년에 그레이트 피쉬강을 케이프의 경계로 삼기로 합의했다.
1795년, 케이프 식민지 침공을 현재의 케이프타운에서 시작한 후, 영국은 케이프를 점령했다. 1802년 아미앵 조약의 조항에 따라 영국은 1803년 3월 1일 케이프를 바타비아 공화국에 다시 양도했지만, 바타비아가 1796년에 VOC를 국유화했기 때문에 케이프 식민지는 이제 헤이그의 직접 통치를 받는 식민지가 되었다. 그러나 바타비아의 통치는 오래가지 못했는데, 1803년 5월 18일 나폴레옹 전쟁의 발발로 아미앵 조약이 무효화되었기 때문이다. 1806년 1월, 영국군은 현재의 블루베르흐스트란트에서 블라우베르크 전투에서 승리한 후 식민지를 두 번째로 점령했다. 1814년 영란 조약은 주권이 영국으로 이전되었음을 확인했다.

## 역사

### 연합 동인도 회사

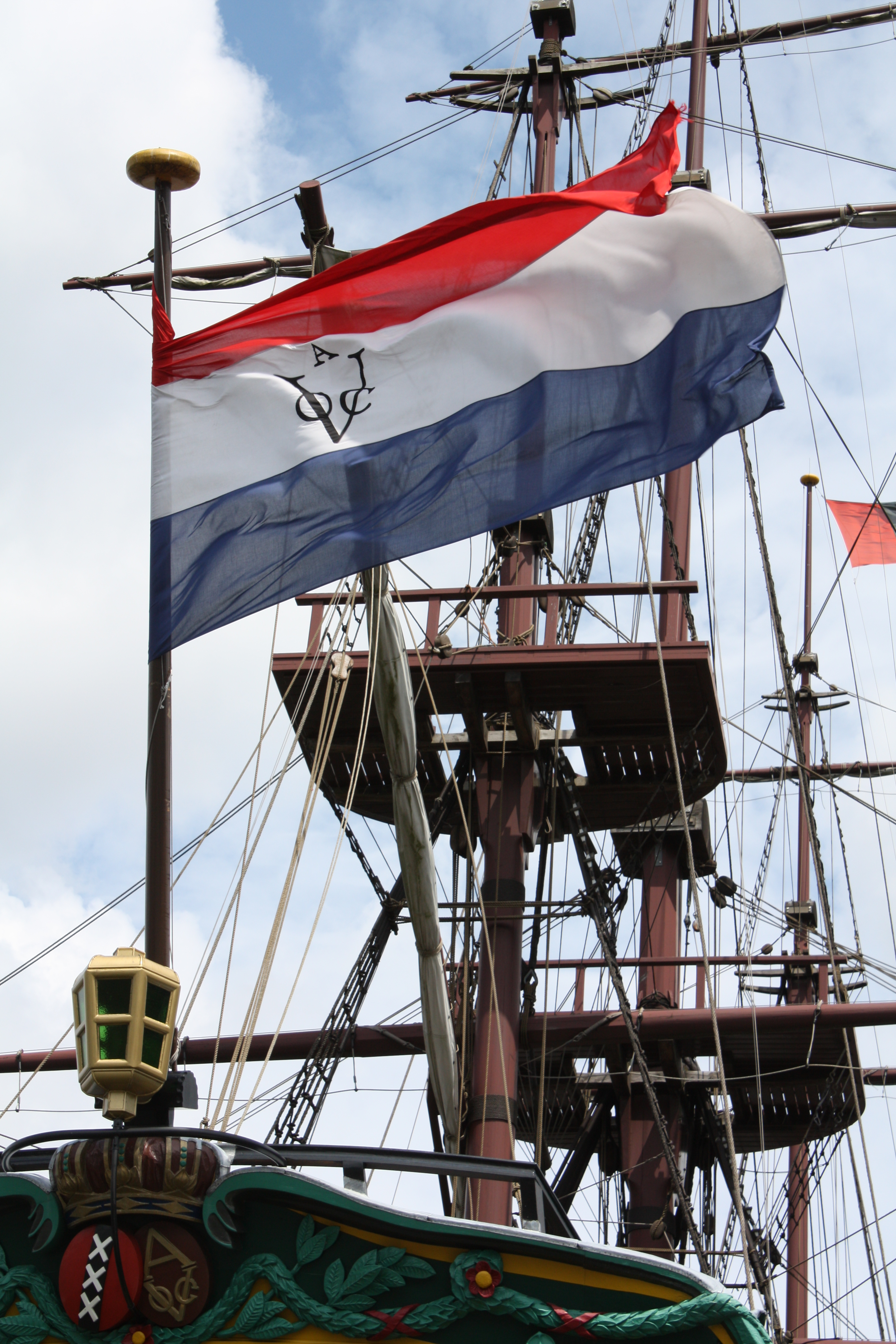
VOC/연합 동인도 회사의 동인도 회사 선박 복제본

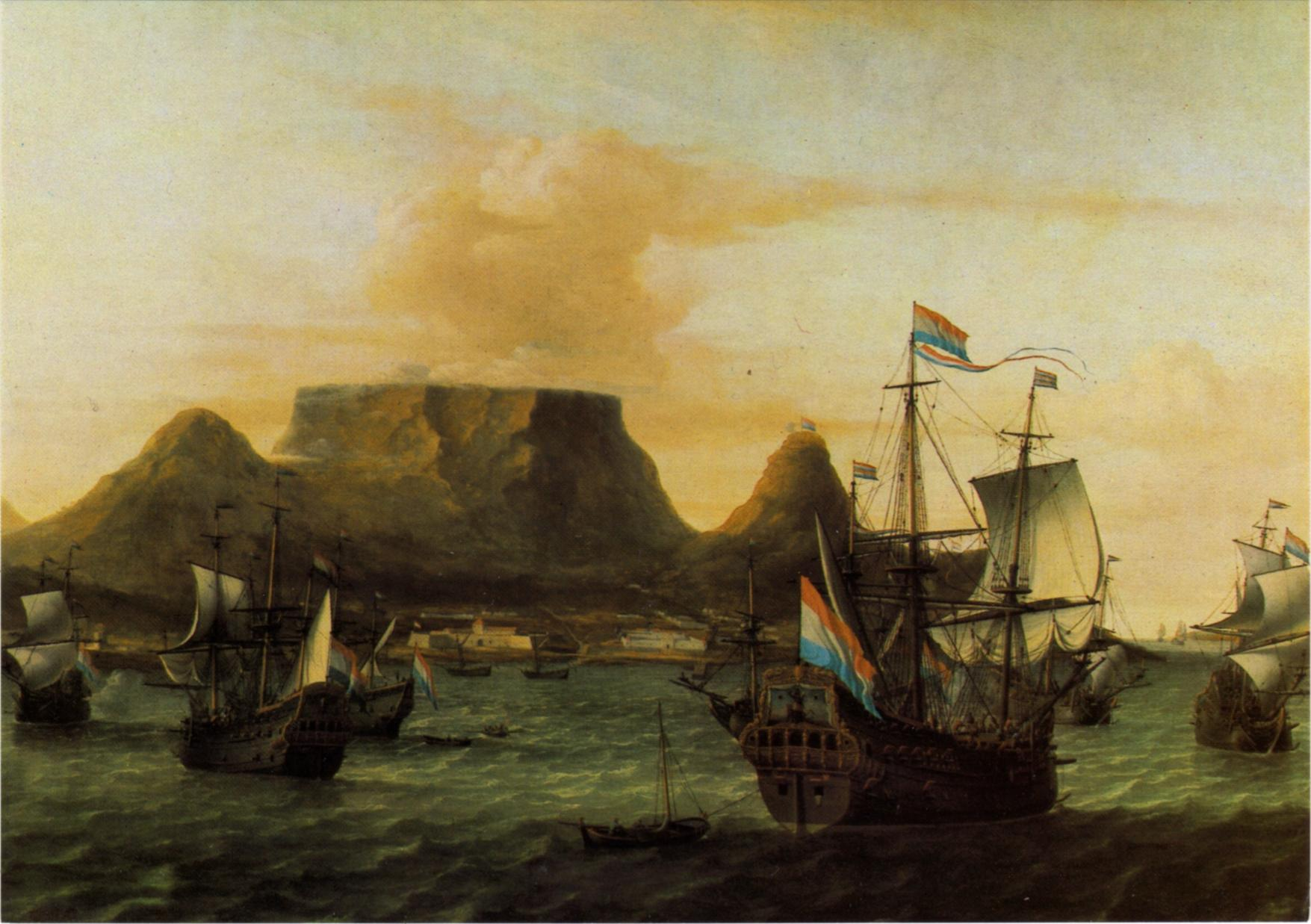
1683년경 연합 동인도 회사(VOC) 선박이 있는 테이블만의 풍경

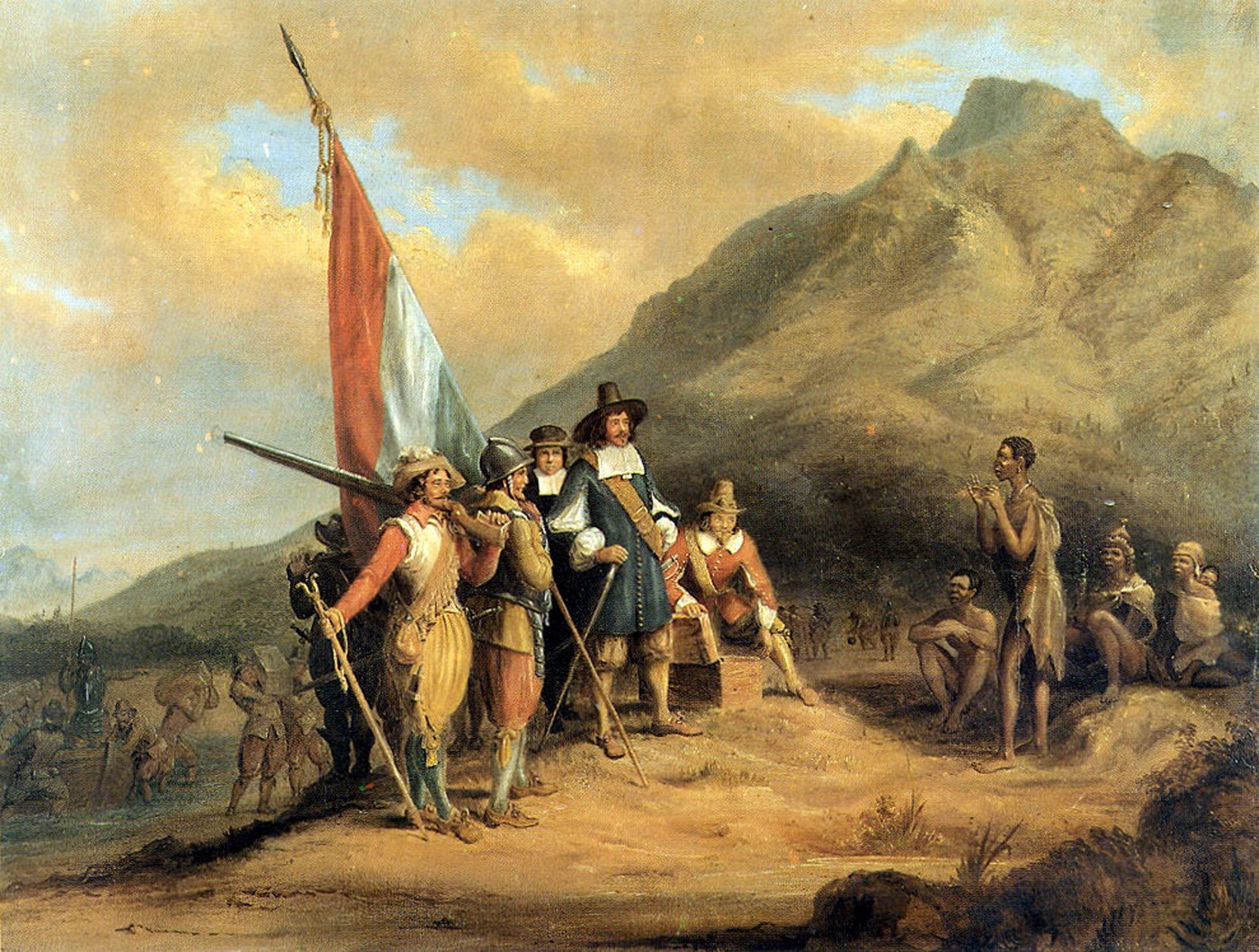
찰스 벨이 그린 얀 반 리베크의 도착을 묘사한 그림

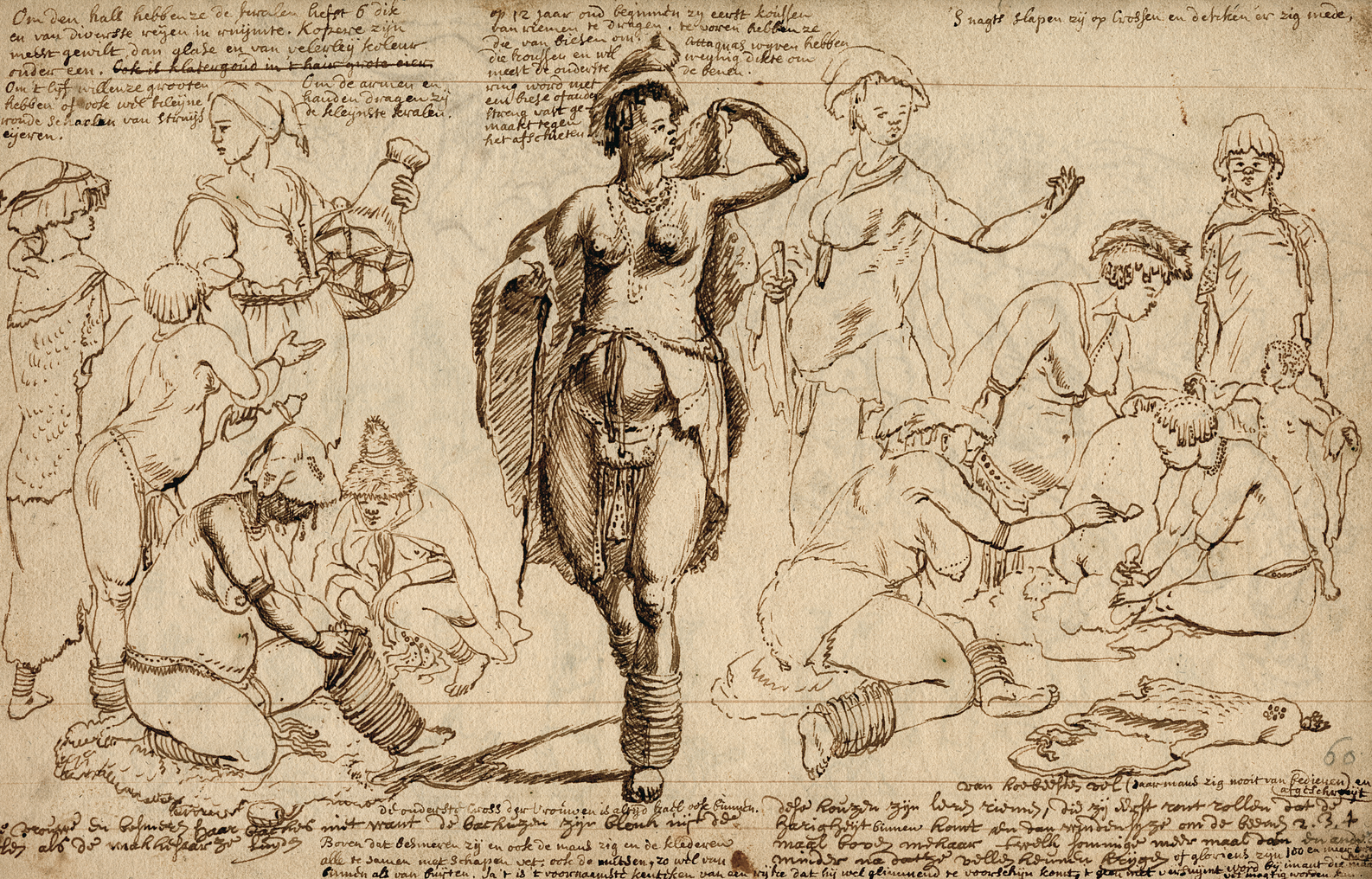
1700년대 초 네덜란드 예술가가 그린 코이코이족 여성 집단의 그림

얀 반 리베크의 지휘 아래 연합 동인도 회사(VOC) 상인들은 남아프리카에 유럽 식민지를 건설한 최초의 사람들이었다. 케이프 정착지는 1652년 그들에 의해 네덜란드와 바타비아(자카르타) 사이를 오가는 연합 동인도 회사 선박의 보급 지점 및 경유지로 건설되었다. 이 지원 기지는 점차적으로 정착민 공동체, 즉 부어인과 케이프 네덜란드인이 된 아프리카너의 조상이 되었다.

### 케이프의 코이족
케이프에 유럽인 정착이 처음 시작될 무렵, 남아프리카 서남부는 코이코이족 목축업자들과 사냥꾼들이 거주하고 있었다. 그들은 소를 테이블산 기슭에서 방목할 목적으로 계절적으로 이 지역을 방문했는데, 유럽 정착민들이 그 땅을 점령하고 경작하는 것을 발견하고 불만을 품었고, 이로 인해 일련의 코이코이-네덜란드 전쟁의 일환으로 제1차 코이-네덜란드 전쟁이 발발했다. 전쟁 후, 원주민들은 1660년에 정착민들에게 땅을 할양했다. 1672년 고위 위원 아르노트 반 오버베케가 방문하여 공식적으로 케이프 영토를 매입했는데, 1660년에 이미 할양되었음에도 불구하고 그의 이유는 "미래의 분쟁을 막기 위함"이었다.
케이프에서 유럽 정착민들이 식량을 생산하는 능력은 코이족과 투족 언어를 사용하는 민족의 유목 생활 방식의 쇠퇴를 초래했는데, 식량이 고정된 장소에서 생산되었기 때문이다. 그리하여 1672년까지 케이프에 거주하는 영구적인 원주민 주민 수가 상당히 증가했다. 남아프리카에서 정착민들이 건설한 최초의 학교는 포르투갈 노예선에서 구출되어 1658년 아메르스포르트호와 함께 케이프에 도착한 노예들을 위한 것이었다. 나중에 이 학교에는 원주민과 자유 시민의 자녀들도 다녔다. 상업적 목적을 위한 주요 매체로 네덜란드어가 학교에서 가르쳐졌고, 그 결과 원주민과 심지어 프랑스 정착민들도 자신들의 모국어보다 네덜란드어를 더 많이 사용하게 되었다. 기독교의 원리 또한 학교에서 도입되어 많은 노예와 원주민 주민들이 세례를 받았다.
정착민들과의 갈등과 천연두의 영향으로 1713년과 1755년에 그들의 수가 격감했으며, 점차적으로 그들의 사회가 해체되면서 식민지 경계 너머로 흩어지고 민족 청소가 이루어졌다. 동쪽으로 확장하는 경계 너머(결국 국경 전쟁의 미래 저항 인구를 형성하기 위해), 그리고 그레이트 이스카프먼트 위의 북쪽 개방 경계 너머로 퍼져나갔다.
일부는 식민지 개척자들을 위해 주로 양치기와 목축업자로 일했다.

### 자유 시민
VOC는 케이프에 자유 시민을 두는 것을 선호했으며, 많은 정착민들이 자유 시민이 되기 위해 해고를 요청했다. 그 결과 얀 반 리베크는 1657년 유리한 조건으로 이 개념을 승인하고 농업 목적으로 리에스베크강 근처 두 지역을 지정했다. 농업 목적으로 자유 시민에게 할당된 두 지역은 흐로네벨트와 네덜란드 정원으로 명명되었다. 이 지역들은 암스텔강(리에스베크강)에 의해 분리되었다. 최고의 지원자 9명이 농업 목적으로 토지를 사용하도록 선정되었다. 따라서 나중에 자유 시민 또는 자유 시민으로 불리게 된 자유인들은 회사의 신민이 되었고 더 이상 회사의 하인이 아니었다.

### 트렉부르인
최초의 정착민들이 회사 역 주변으로 퍼져나간 후, 유목 유럽 가축 농부들, 즉 트렉부르인들은 해안의 풍부하지만 제한된 농경지를 떠나 더 건조한 내륙 고원 지대로 더 넓게 이동했다. 그곳에서 그들은 코에어를 사용하는 소 목동들의 더 넓은 집단과 최고의 방목지를 놓고 경쟁했다.
이 시기의 케이프 사회는 따라서 다양한 사회였다. 아프리칸스어의 등장은 이러한 다양성을 반영하는데, 그 뿌리는 네덜란드어 피진에서 시작하여 이후 크리올화되었고 식민지 개척자들의 노예와 농노들이 "부엌 네덜란드어"로 사용했으며, 나중에는 케이프 이슬람에서 아랍 문자로 처음 쓰인 언어가 되었을 때 사용되었다. 1795년 이후 영국 통치가 시작될 무렵에는 사회정치적 기반이 확고히 다져져 있었다.

### 영국 정복

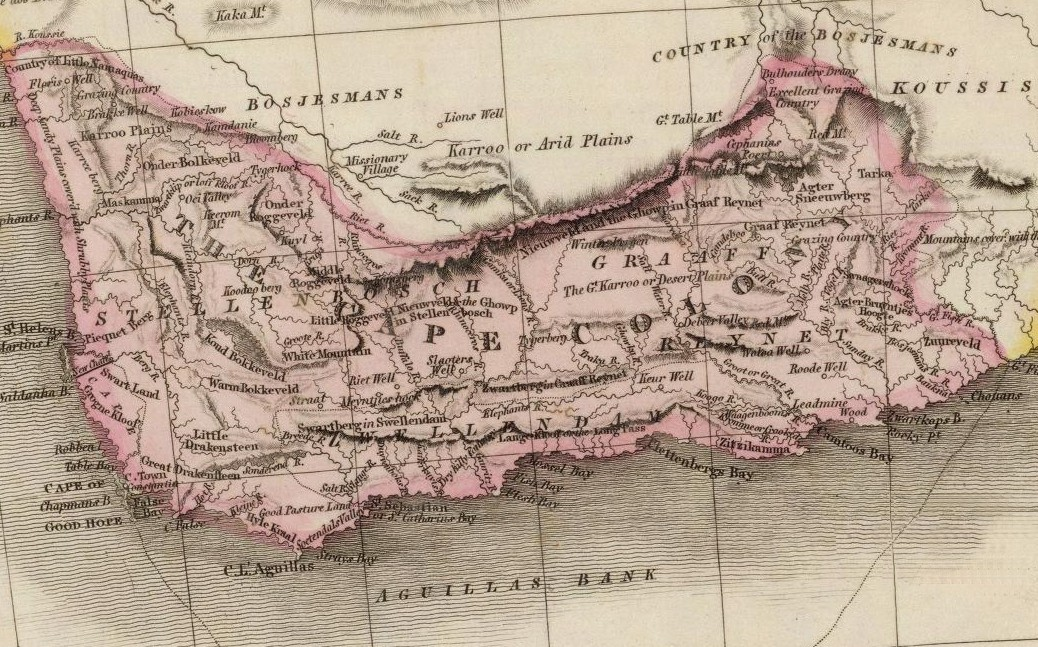
1809년 케이프 식민지 지도

1795년 프랑스는 네덜란드 공화국을 점령했다. 이에 프랑스와 전쟁 중이던 영국은 인도로 가는 해상 통제를 강화하기 위해 같은 해 그 영토를 점령했다. 영국은 9척의 전함 함대를 파견하여 사이먼스 타운에 정박했고, 모이젠버그 전투에서 네덜란드 민병대가 패배한 후 그 영토를 장악했다. 연합 동인도 회사는 1798년 자사의 영토와 권리를 바타비아 공화국(프랑스에 의해 설립된 네덜란드 자매공화국)에 이전했고, 이후 1799년에 해체되었다. 영국과 나폴레옹 프랑스 및 그 봉신국인 바타비아 공화국 간의 관계 개선으로 영국은 아미앵 조약의 조건에 따라 1803년 케이프 식민지를 바타비아 공화국에 넘겨주었다.
1806년, 명목상 바타비아 공화국의 통제 하에 있던 케이프는 블라우베르크 전투에서 영국군이 승리한 후 다시 영국군에 의해 점령되었다. 영국과 나폴레옹 프랑스 간의 평화는 1년 만에 깨졌고, 나폴레옹은 바타비아 공화국에 대한 영향력을 강화하고 있었다(나중에 같은 해에 왕정으로 교체될 것이다). 영국은 극동 무역로를 통제하기 위해 식민지를 설립했다. 1814년 네덜란드 정부는 런던 협약의 조건에 따라 케이프에 대한 주권을 영국에 공식적으로 양도했다.

## 행정 구역

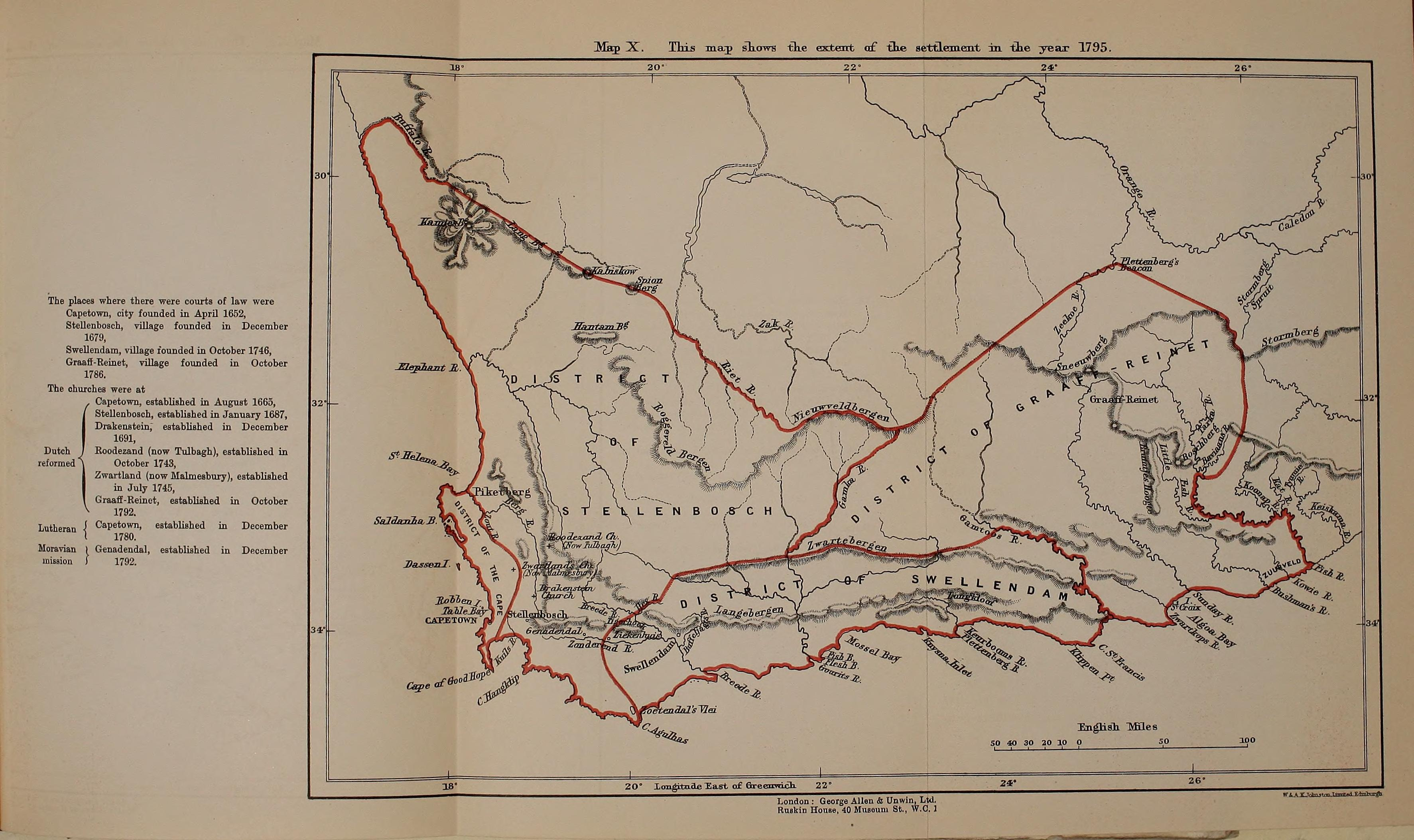
1795년 영국 점령 직전 케이프 식민지의 행정 구역

네덜란드 케이프 식민지는 4개의 구역으로 나뉘었다. 1797년 그들의 "기록된" 인구는 다음과 같았다:
| 구역                            | 자유 기독교인 | 노예   | "호텐토트" | 총 인구 (1797) |
| ------------------------------- | ------------- | ------ | ---------- | -------------- |
| 케이프 구역                     | 6,261         | 11,891 | -          | 18,152         |
| 스텔렌보스 및 드라켄슈타인 구역 | 7,256         | 10,703 | 5,000      | 22,959         |
| 즈웰렌담 구역                   | 3,967         | 2,196  | 500        | 6,663          |
| 그라프 라이네트 구역            | 4,262         | 964    | 8,947      | 14,173         |

## 인구 통계
이 시기에는 상당수의 혼혈 결혼이 이루어졌는데, 이는 식민지 내에 '백인' 또는 '기독교인' 여성이 부족했기 때문이기도 하다. 나중에 '백인'과 '비백인' 인구 간의 인종적 분열은 원래 기독교인과 비기독교인 인구 간의 분열에서 시작되었다. Geslags-registeers는 1807년 아프리카너 유전자 풀의 7%가 비백인이었다고 추정했다.
| 연도 | 백인 남성 | 백인 여성 | 백인 어린이 | 백인 총계 | 총 인구 | 출처/주석                        |
| ---- | --------- | --------- | ----------- | --------- | ------- | -------------------------------- |
| 1658 |           |           |             |           | 360     | 케이프타운의 기록된 인구만 해당. |
| 1701 | 418       | 242       | 295         | 1,265     | -       | 계약 하인 제외.                  |
| 1723 | 679       | 433       | 544         | 2,245     | -       | 계약 하인 제외.                  |
| 1753 | 1,478     | 1,026     | 1,396       | 5,419     | -       | 계약 하인 제외.                  |
| 1773 | 2,300     | 1,578     | 2,138       | 8,285     | -       | 계약 하인 제외.                  |
| 1795 | 4,259     | 2,870     | 3,963       | 14,929    |         | 계약 하인 제외.                  |
| 1796 | -         | -         | -           | -         | 61,947  | 모든 집단 총계.                  |

## 케이프 식민지의 사령관 및 총독 (1652–1806)
케이프 식민지 설립자 얀 반 리베크의 직함은 "케이프 사령관"으로, 그는 1652년부터 1662년까지 이 직위를 맡았다. 시몬 반 데르 스텔의 재임 기간 동안 식민지는 총독부로 승격되었고, 따라서 그는 "케이프 총독"으로 승진했다.

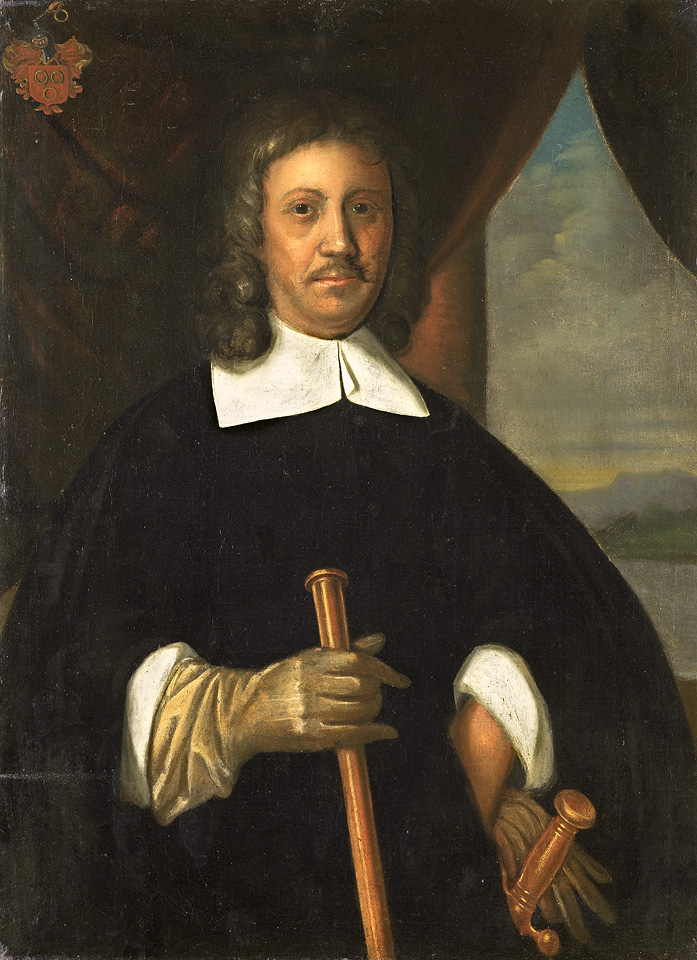
얀 반 리베크

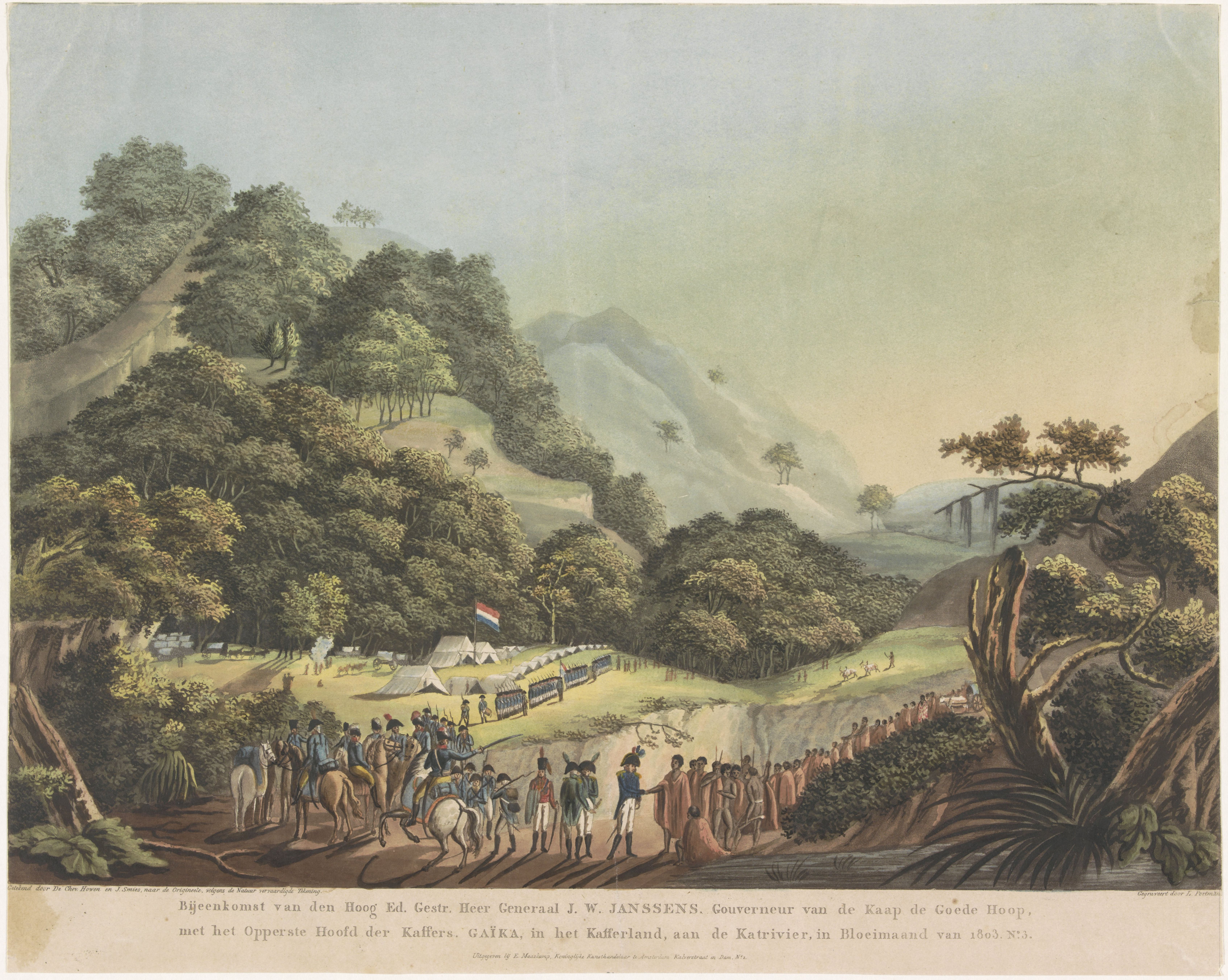
1803년 얀선스 총독과 코사족 지도자 가이카의 만남

| 이름                   | 재임 기간                          | 직함                     |
| ---------------------- | ---------------------------------- | ------------------------ |
| 얀 반 리베크           | 1652년 4월 7일 – 1662년 5월 6일    | 사령관                   |
| 자카리아스 바헤나르    | 1662년 5월 6일 – 1666년 9월 27일   | 사령관                   |
| 코르넬리스 반 쾔베르그 | 1666년 9월 27일 – 1668년 6월 18일  | 사령관                   |
| 야코프 보르흐호르스트  | 1668년 6월 18일 – 1670년 3월 25일  | 사령관                   |
| 피테르 하키우스        | 1670년 3월 25일 – 1671년 11월 30일 | 사령관 및 총독           |
|                        | 1671–1672                          | 총독 대행 위원회         |
| 알베르트 반 브뤼헬     | 1672년 4월 – 1672년 10월 2일       | 사령관 대행              |
| 이스브란트 호스케      | 1672년 10월 2일 – 1676년 3월 14일  | 총독                     |
| 요한 박스 반 헤렌탈스  | 1676년 3월 14일 – 1678년 6월 29일  | 사령관                   |
| 헨드리크 크뤼도프      | 1678년 6월 29일 – 1679년 10월 12일 | 사령관 대행              |
| 시몬 반 데르 스텔      | 1679년 12월 10일 – 1691년 6월 1일  | 사령관, 1691년 이후 총독 |

| 이름                                                               | 재임 기간                                               | 직함        |
| ------------------------------------------------------------------ | ------------------------------------------------------- | ----------- |
| 시몬 반 데르 스텔                                                  | 1691년 6월 1일 – 1699년 11월 2일                        | 총독        |
| 빌럼 아드리안 반 데르 스텔                                         | 1699년 11월 2일 – 1707년 6월 3일                        | 총독        |
| 요한 코르넬리스 다블링                                             | 1707년 6월 3일 – 1708년 2월 1일                         | 총독 대행   |
| 루이 반 아센부르그                                                 | 1708년 2월 1일 – 1711년 12월 27일                       | 총독        |
| 빌럼 헬로트 (대행)                                                 | 1711년 12월 27일 – 1714년 3월 28일                      | 총독 대행   |
| 마우리츠 파스케스 드 샤본네스                                      | 1714년 3월 28일 – 1724년 9월 8일                        | 총독        |
| 얀 데 라 퐁텐 (대행)                                               | 1724년 9월 8일 – 1727년 2월 25일                        | 총독 대행   |
| 피터르 헤이스베르트 노트                                           | 1727년 2월 25일 – 1729년 4월 23일                       | 총독        |
| 얀 데 라 퐁텐                                                      | 1729년 4월 23일 – 1737년 3월 8일                        | 총독 대행   |
| 얀 데 라 퐁텐                                                      | 1737년 3월 8일 – 1737년 8월 31일                        | 총독        |
| 아드리안 반 케르벨                                                 | 1737년 8월 31일 – 1737년 9월 19일 (취임 3주 후 사망)    | 총독 지명자 |
| 다니엘 반 덴 헹헬                                                  | 1737년 9월 19일 – 1739년 4월 14일                       | 총독 대행   |
| 헨드리크 스웰렌그레벨                                              | 1739년 4월 14일 – 1751년 2월 27일                       | 총독        |
| 라이크 툴바흐                                                      | 1751년 2월 27일 – 1771년 8월 11일                       | 총독        |
| 바론 요아힘 반 플레텐베르흐                                        | 1771년 8월 12일 – 1774년 5월 18일                       | 총독 대행   |
| 바론 피터르 반 레데 반 아우트스호른                                | 1772 – 1773년 1월 23일 (케이프 가는 길에 바다에서 사망) | 총독 지명자 |
| 바론 요아힘 반 플레텐베르흐                                        | 1774년 5월 18일 – 1785년 2월 14일                       | 총독        |
| 코르넬리스 야코프 반 데 흐라프                                     | 1785년 2월 14일 – 1791년 6월 24일                       | 총독        |
| 요한 이사크 레니우스                                               | 1791년 6월 24일 – 1792년 7월 3일                        | 총독 대행   |
| 세바스티안 코르넬리스 네데르부르흐 및 시몬 헨드리크 프라이케니우스 | 1792년 7월 3일 – 1793년 9월 2일                         | 총감        |
| 아브라함 요시아스 슬라이스켄                                       | 1793년 9월 2일 – 1795년 9월 16일                        | 총감        |

| 이름                              | 재임 기간 | 직함      |
| --------------------------------- | --------- | --------- |
| 제1대 매카트니 백작 조지 매카트니 | 1797–1798 | 총독      |
| 프랜시스 던다스 (1차)             | 1798–1799 | 총독 대행 |
| 조지 용 경                        | 1799–1801 | 총독      |
| 프랜시스 던다스 (2차)             | 1801–1803 | 총독      |

| 이름                      | 재임 기간 | 직함 |
| ------------------------- | --------- | ---- |
| 야코프 아브라함 드 미스트 | 1803–1804 | 총독 |
| 얀 빌럼 얀선스            | 1804–1807 | 총독 |